# Yehuda Alharizi

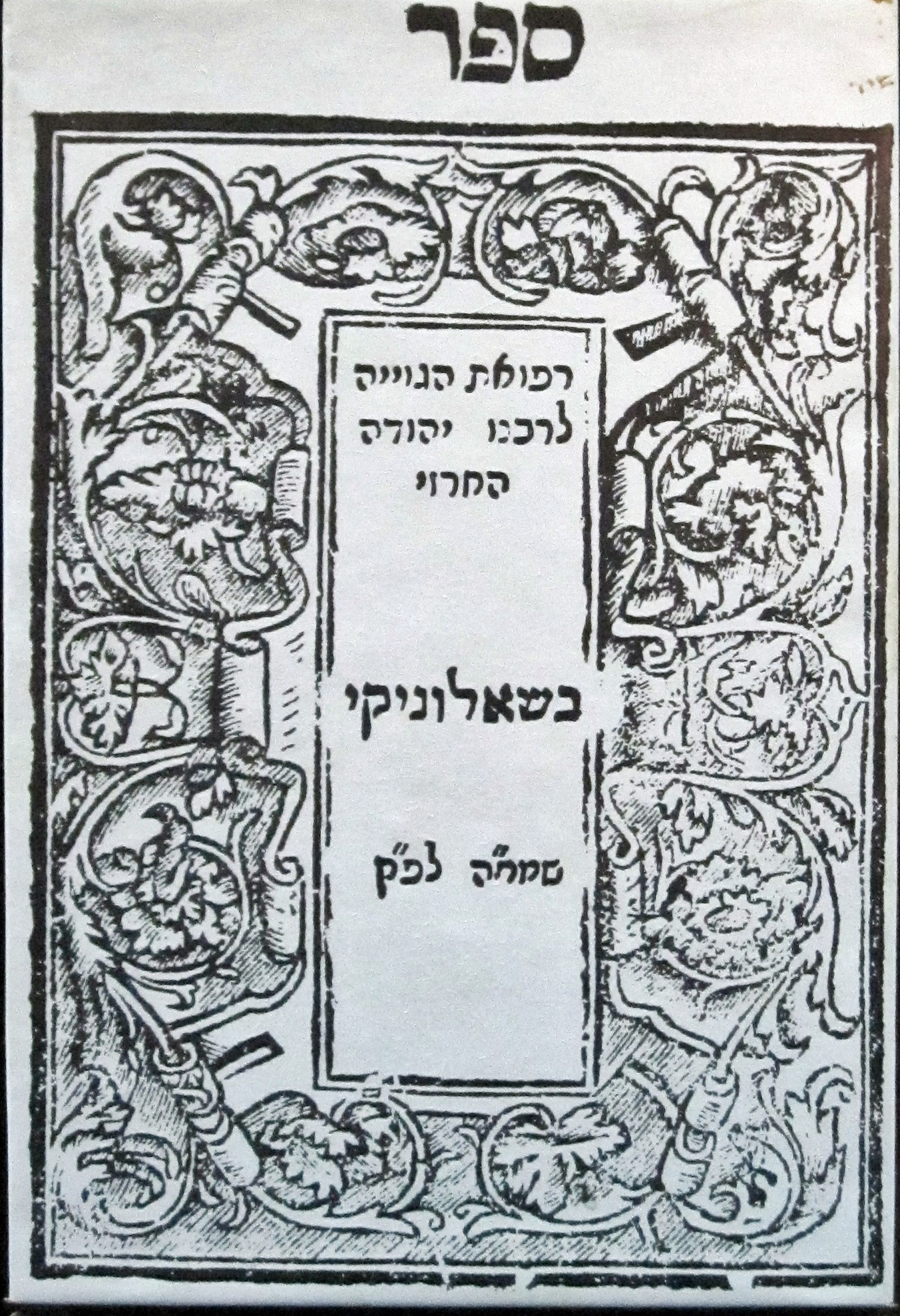
Sefer Refu' at ha Geviyah, Yehuda Alharizi (1593).

Yehuda ben Solomon Alharizi, noto anche come Judah ben Solomon Harizi (in ebraico יהודה בן שלמה אלחריזי‎?),  oppure Yahya bin Sulaiman bin Sha'ul abu Zakaria al-Harizi al-Yahudi min ahl Tulaitila (in arabo يحيا بن سليمان بن شاؤل أبو زكريا الحريزي اليهودي من أهل طليطلة‎?) (Toledo, 1165 – Aleppo, 1225), è stato un poeta spagnolo ebreo, ricordato anche come traduttore, rabbino e viaggiatore.

## Biografia
Nacque in Spagna, ma visse diversi anni in Provenza dove ha tradotto in ebraico, opere di autori ebrei che scrivevano in arabo.
Tornò in Spagna nel 1190, e intorno al 1215 intraprese un lungo viaggio in Oriente, partì da Marsiglia salpando per l'Egitto; ha visitato Alessandria e Il Cairo; poi è andato in Palestina, Siria, Iraq, dove ha visto le tombe di Ezechiele e Esdra. Ha anche visitato Damasco, Mosul, Baghdad e Aleppo, la sua destinazione finale.
Grazie alla sua permanenza nei paesi arabi e medio-orientali introdusse nella terra iberica la maqama, ossia il bozzetto breve e a sfondo realistico trascritto nello stile e nella forma di prosa rimata. Questo trasferimento letterario si concluse con la nascita dell'equivalente mechbareth nell'ambito della lirica ebraica.
Appartenne alla corrente razionalistica ebraica, e si mise in evidenza per le traduzioni delle opere di Mosè Maimonide, dal Commentario sul Mishnah a La guida dei perplessi, così come per quelle delle liriche del poeta arabo al-Hariri, racchiuse nella raccolta intitolata Machberoth Ithi'el. Queste sue traduzioni servirono da "ponte" di collegamento culturale per la diffusione di queste opere nel mondo europeo cristiano.
Durante le discussioni sul lavoro di Maimonide ha difeso il Maestro contro i rabbini anti-razionalisti di Toledo.
Tra le sue opere originali, risaltò il brillante Thachkemoni ("Il Sapiente", 1220), formato da una forma alternata in prosa e in poesia e caratterizzato da felici spunti autobiografici e da informazioni esaustive riguardanti il mondo culturale a cavallo del 1200, i dibattiti del suo tempo, le condizioni di vita in Gerusalemme, intrisi di un'atmosfera umoristica. Gli episodi narrati si contraddistinsero per la presenza contemporanea del protagonista e del narratore, che era lo stesso autore.
Inoltre compose una raccolta di virtuosi versi ruotanti scherzosamente intorno ai vocaboli omofoni, intitolata Anaq ("Il monile"), ispirata dalla tecnica araba chiamata tajnis, ossia allitterazione.
Di una certa importanza risultarono anche i suoi canti religiosi e profani, grazie soprattutto alle soluzioni linguistiche ed alla ricercatezza metrica, tutte tese verso l'obiettivo di raggiungere la perfezione esistenziale attraverso quella verbale.